# Hillsborough (hrabstwo Hillsborough)
Hillsborough – jednostka osadnicza w Stanach Zjednoczonych, w stanie New Hampshire, w hrabstwie Hillsborough.